# Oron-la-Ville
Oron-la-Ville (toponimo francese) è una frazione di 1 438 abitanti del comune svizzero di Oron, nel Canton Vaud (distretto di Lavaux-Oron).

## Storia

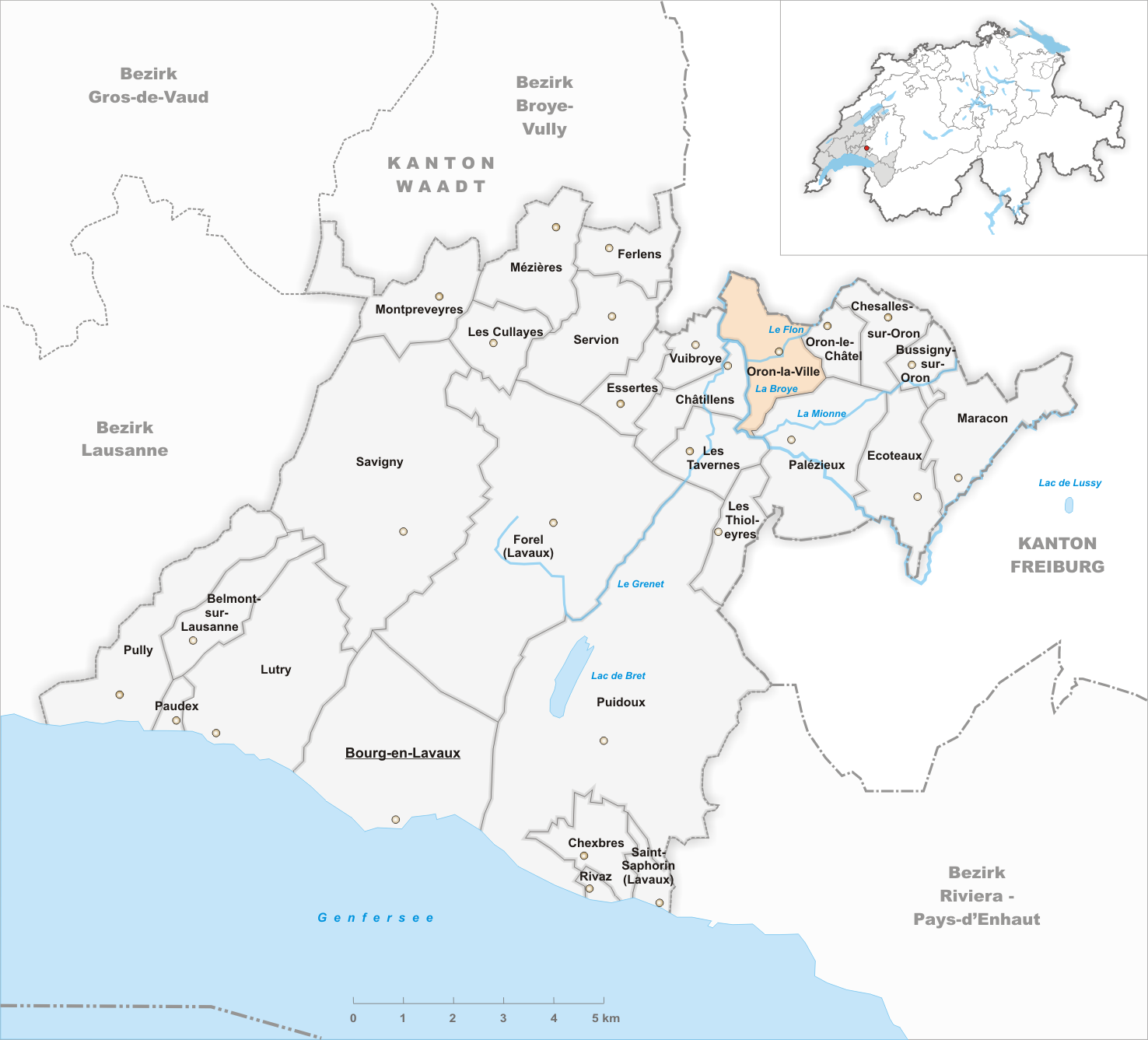
Il territorio del comune di Oron-la-Ville prima degli accorpamenti comunali del 2012

Già comune autonomo istituito nel 1803 con la divisione dell'antico comune di Oron nei nuovi comuni di Oron-la-Ville e Oron-le-Châtel, si estendeva per 3,11 km² ed è stato capoluogo del distretto di Oron fino alla sua soppressione nel 2007. Nel 2012 è stato accorpato agli altri comuni soppressi di Bussigny-sur-Oron, Châtillens, Chesalles-sur-Oron, Ecoteaux, Oron-le-Châtel, Palézieux, Les Tavernes, Les Thioleyres e Vuibroye per formare il nuovo comune di Oron.

### Simboli
Lo stemma del comune, non più in uso, era: di rosso, al crescente volto d'oro.

## Monumenti e luoghi d'interesse

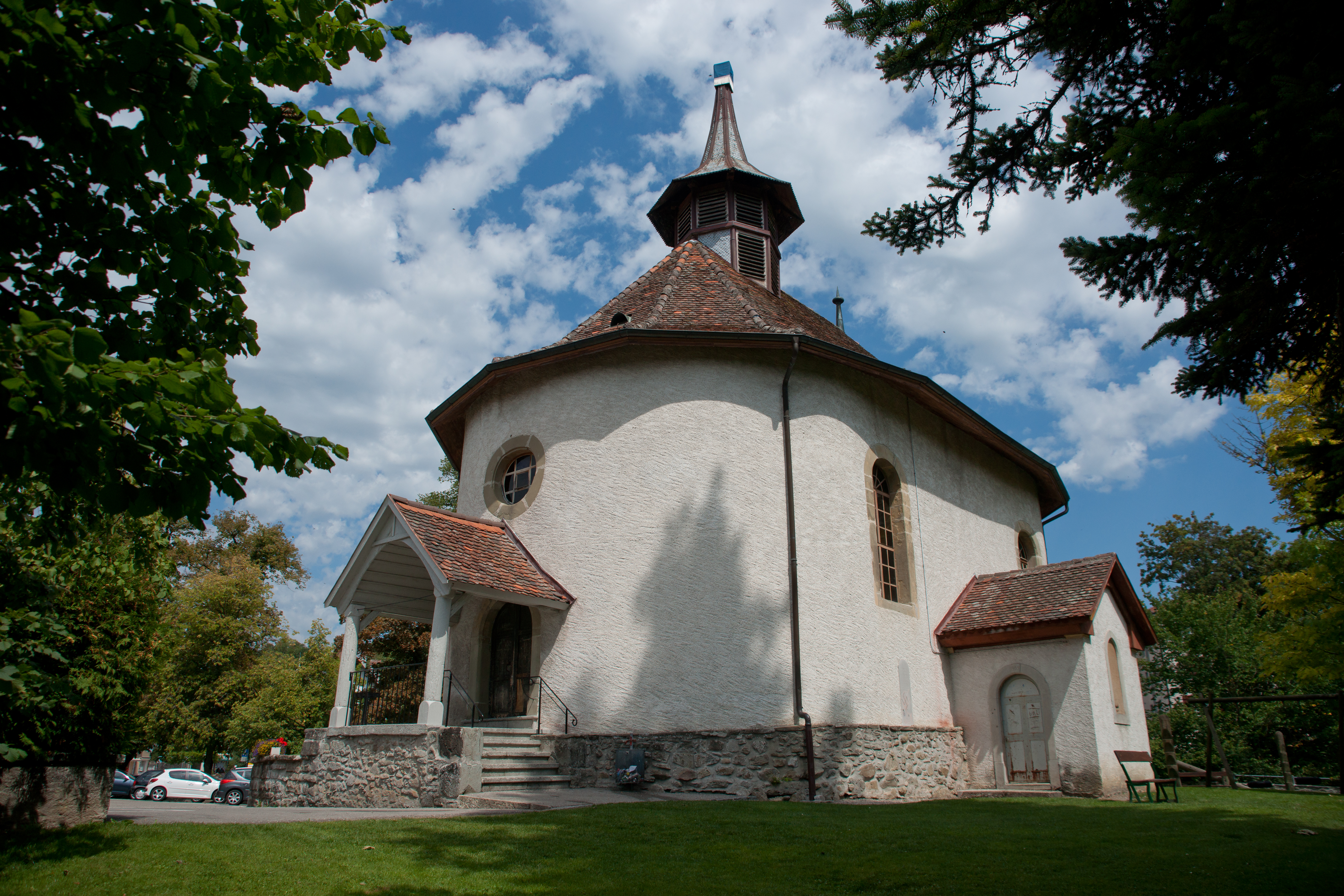
La chiesa di San Maurizio

- Chiesa riformata di San Maurizio, attestata dal 1141 e ricostruita nel 1678[1].

## Società

### Evoluzione demografica
L'evoluzione demografica è riportata nella seguente tabella:
Abitanti censiti

## Amministrazione
Ogni famiglia originaria del luogo fa parte del cosiddetto comune patriziale e ha la responsabilità della manutenzione di ogni bene ricadente all'interno dei confini della frazione.